# Arrondissement de Stendal
L'arrondissement de Stendal est un arrondissement  ("Landkreis" en allemand) de Saxe-Anhalt  (Allemagne).
Son chef lieu est Stendal.

## Villes, communes & communautés d'administration
(nombre d'habitants en 2010)
Einheitsgemeinden
1. Bismark (Altmark), ville (9 122)
2. Havelberg, ville hanséatique (6 926)
3. Osterburg (Altmark), ville hanséatique (11 016)
4. Stendal, ville hanséatique (42 435)
5. Tangerhütte, ville (11 765)
6. Tangermünde, ville (10 937)

Verbandsgemeinden avec leurs communes membres
(* siège de la Verbandsgemeinde)
| 1. Verbandsgemeinde Arneburg-Goldbeck (de) 1. Arneburg, ville (1 643) 2. Eichstedt (989) 3. Goldbeck * (1 517) 4. Hassel (948) 5. Hohenberg-Krusemark (1 310) 6. Iden (973) 7. Rochau (1 109) 8. Werben (Elbe), ville hanséatique (1 235) | 2. Verbandsgemeinde Elbe-Havel-Land (de) 1. Kamern (1 307) 2. Klietz (1 667) 3. Sandau (Elbe), ville (948) 4. Schollene (1 297) 5. Schönhausen * (2 340) 6. Wust-Fischbeck (1 439) 3. Verbandsgemeinde Seehausen (Altmark) 1. Aland (1 555) 2. Altmärkische Höhe (2 101) 3. Altmärkische Wische (1 004) 4. Seehausen (Altmark), ville hanséatique * (5 329) 5. Zehrental (987) |